# Hexaklórpropén
A hexaklórpropén  toxikus vegyület, képlete C3Cl6, szerkezeti képlete CCl3CCl=CCl2

## Előállítása
1,1,1,2,2,3,3-heptaklórpropán alkálifém-hidroxiddal történő dehidroklórozásával lehet előállítani alkoholos oldatban.

## Tulajdonságai
Színtelen folyadék, vízben alig (0,25 g·l−1 20 °C-on), szén-tetrakloridban, dietil-éterben és etanolban oldódik. Törésmutatója 1,548 (20 °C, 589 nm).

## Felhasználása
Vegyületek – például urán(IV)-klorid – előállításánál használják.

## Fordítás
- Ez a szócikk részben vagy egészben  a   Hexachloropropene című angol Wikipédia-szócikk fordításán alapul.  Az eredeti cikk szerkesztőit annak laptörténete sorolja fel. Ez a jelzés csupán a megfogalmazás eredetét és a szerzői jogokat jelzi, nem szolgál a cikkben szereplő információk forrásmegjelöléseként.
- Ez a szócikk részben vagy egészben  a   Hexachlorpropen című német Wikipédia-szócikk fordításán alapul.  Az eredeti cikk szerkesztőit annak laptörténete sorolja fel. Ez a jelzés csupán a megfogalmazás eredetét és a szerzői jogokat jelzi, nem szolgál a cikkben szereplő információk forrásmegjelöléseként.